# Johann Strassmaier
Johann Nepomuk Strassmaier (eller Strassmayer), född den 15 maj 1846 i Hagnberg i Bayern, död den 11 januari 1920 i London, var en tysk romersk-katolsk präst och assyriolog
Strassmaier inträdde i jesuitorden 1865 och var bosatt i England från 1872. Han skrev bland annat Alphabetisches Verzeichniss der assyrischen und akkadischen Wörter (1882–1886) och Babylonische Texte (1886–1897) med över 3 000 inskrifter.